# سوين ناتر
سوين ناتر (بالهولندية: Swen Nater) مواليد 14 يناير 1950 في دن هيلدر، شمال-هولندا، هو لاعب كرة سلة هولندي سابق. بدأ مسيرته الاحترافية في سنة 1973. تم اختياره من قبل فريق ميلووكي باكز خلال الدرافت. يبلغ طوله 6 قدم 11 بوصة (2.1 م). اعتزل اللعب في 1985. أحرز خلال مسيرته في الإن بي إيه 8980 نقطة بمعدل 12.4 نقطة في المباراة الواحدة.

## المسيرة الاحترافية
لعب مع سان أنطونيو سبرز في موسم 1973–1974–75 ، ثم لعب مع بروكلين نتس في موسم 1975–76 ، ثم لعب مع ميلووكي باكز في موسم 1976–1977، ثم لعب مع لوس أنجلوس كليبرز من سنة 1977 إلى 1983، ثم لعب مع لوس أنجلوس ليكرز في موسم 1983–1984، ثم لعب مع أماتوري أوديني في موسم 1984–1985.

## روابط خارجية
- سوين ناتر على موقع إن بي أي (الإنجليزية)
- سوين ناتر على موقع سبورتس رفرنس (الإنجليزية)
- سوين ناتر على موقع كلية كرة السلة في سبورتس رفرنس.كوم (الإنجليزية)
- سوين ناتر على موقع ريلجم (الإنجليزية)
- سوين ناتر على موقع بروبوليرز (الإنجليزية)